# طاهر تقی‌زاده
طاهر تقی زاده (به لاتین: Tahir Tağızadə، زاده ۱۱ اوت ۱۹۶۷) سیاست‌مدار و دیپلمات اهل جمهوری آذربایجان است که از ژوئیه سال ۲۰۱۴ میلادی به عنوان سفیر جمهوری آذربایجان در انگلستان و شهر لندن در حال فعالیت است.

## حرفه دیپلماتیک
تقی‌زاده از سال ۲۰۰۷ تا ۲۰۱۴ میلادی سفیر جمهوری آذربایجان در کشور جمهوری چک بود.
تقی‌زاده در ژوئیه سال ۲۰۱۴ به عنوان سفیر جمهوری آذربایجان در انگلستان منصوب شد.

## نگارخانه

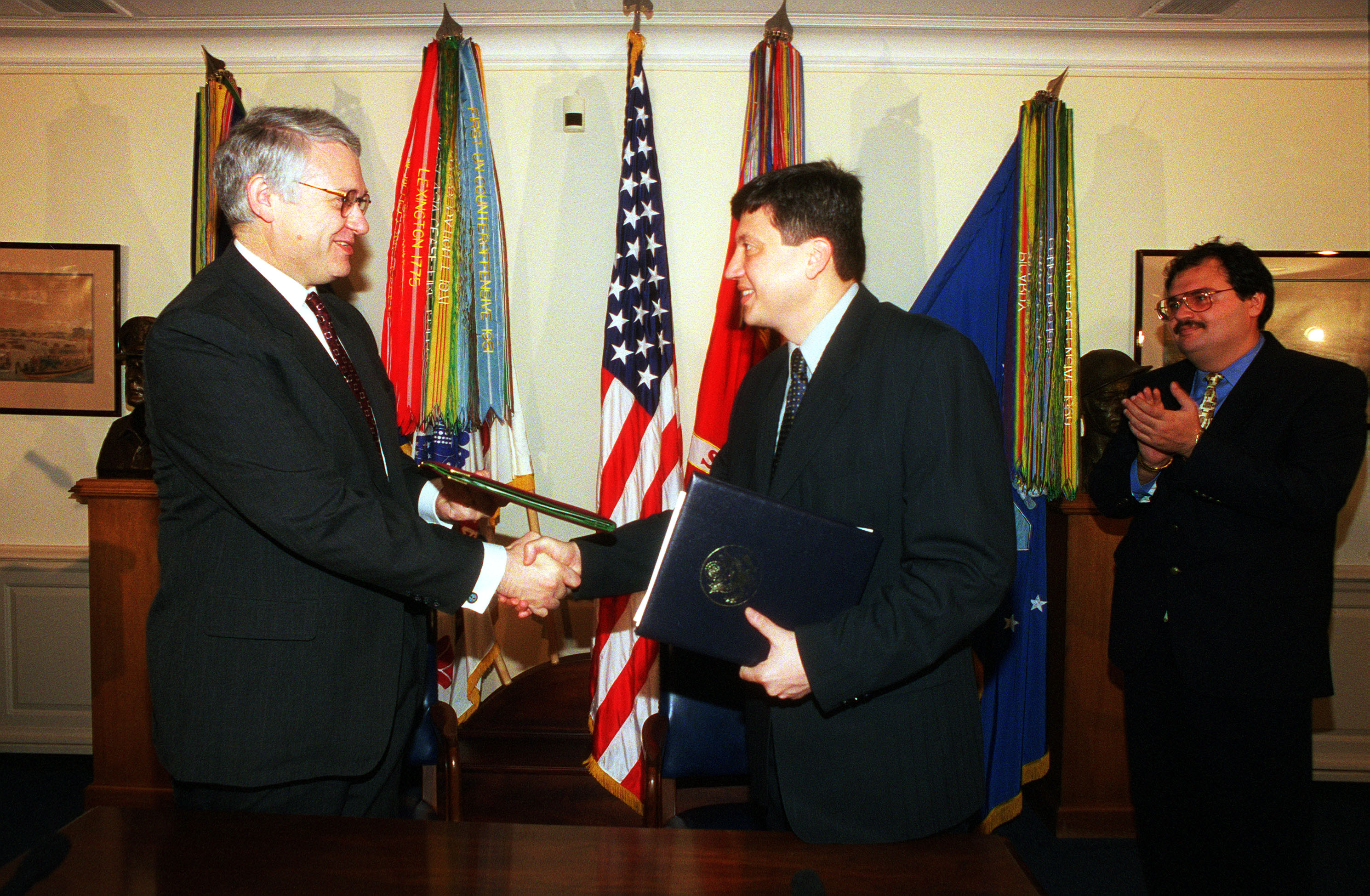
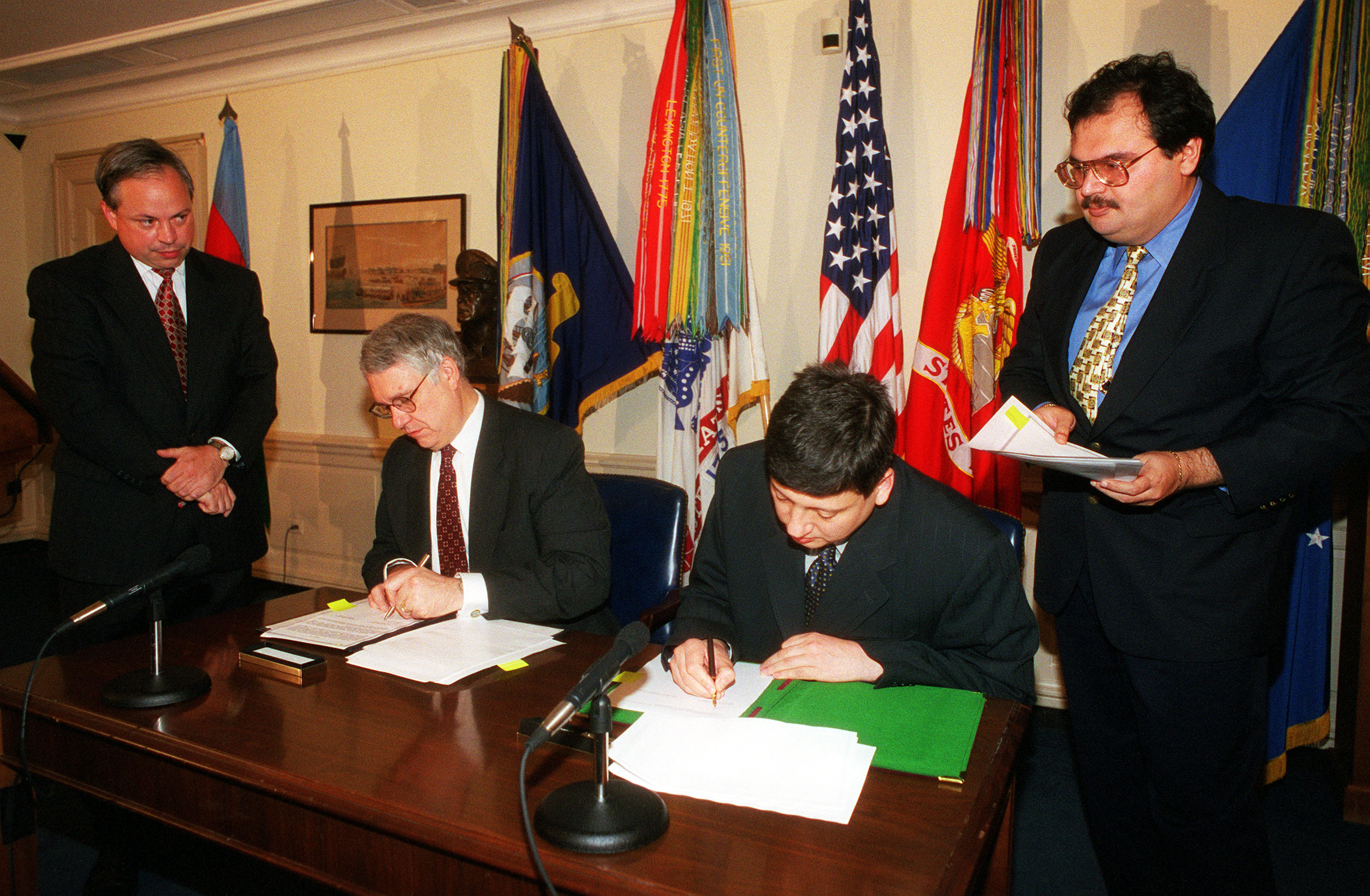